# Опідзолені чорноземи
Опідзолені чорноземи — підтип чорноземів з своєрідними морфолого-генетичними рисами. Формування обумовлене поєднанням дернового процесу ґрунтоутворення з опідзоленням.

## Утворення
Ґрунти сформувались переважно на карбонатних, добре дренованих, лесових  породах, при  оптимальному зволоженні, під  трав'яною  рослинністю, де  процеси нагромадження  органічних  речовин  досягають найвищого  рівня.  Могутній  травостій  залишив у  цих  ґрунтах  велику  кількість  рослинних решток, тому  вони   багаті  на  гумус.Залягають на добре дренованих вододілах та їх схилах між темно-сірими ґрунтами і чорноземами звичайними. У профілі помітні ознаки як чорноземів, так і опідзолених ґрунтів (переміщення колоїдів).

## Морфологія

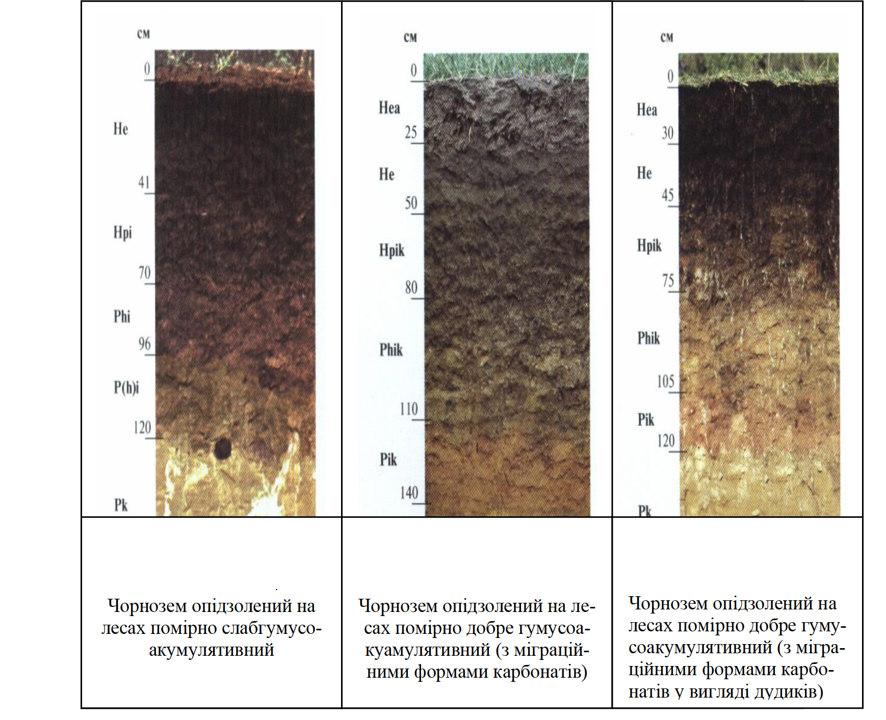
Типи чорноземів опідзолених

Головна морфологічна ознака — наявність білястої присипки в нижній частині  Н, де виділяється самостійний опідзолений горизонт.
.Виділяють декілька підтипів чорноземів опідзолених:
- на лесах помірно слабгумусоакумулятивний;
- на лесах помірно добре гумусоакуамулятивний (з міграційними формами карбонатів);
- на лесах помірно добре гумусоакумулятивний (з міграційними формами карбонатів у вигляді дудиків)[2].

## Будова ґрунтового профілю
Не гумусовий слабоелювійований 35–45 см, темно-сірий з кремнеземистою присипкою SiO2, у вигляді «сивини», структура — зернистогрудкувата, перехід поступовий;
Нpi — верхній перехідний слабкоілювійований 30–40 см, темно-бурий, ущільнений;
Рhі — нижній перехідний слабоілювійований 35–45 см, темно-бурий, язики натічного гумусу, переходить у породу по лінії залягання карбонатів.
Рk — з глибини 120 см і більше частіше карбонатний лес.

## Характеристика опідзолених чорноземів
- вміст гумусу 5–12 % (супіщані до 2 %, глинисті -до 6 %);
- потужність Н + Нр = 30-70 см;
- співвідношення гумінових та фульвокислот у складі органічної речовини = 1,2–1,5;
- ступінь насиченності основами— 75–90 %;
- реакція ґрунтового розчину слабокисла або близька до нейтральної рН KCl = 5,6–6,5;
- у ГВК присутній водень 2,0–3,5 мг-екв/100 г ґрунту;
- склад ввібраних катіонів (Са, Mg, H).

Потенціальна родючість має досить високий рівень (бонітет ~72 бали).

## Поширення
В Україні опідзолені чорноземи поширені в північній частині лісостепової зони дезаймають значні площі. Найбільші ареали поширення спостерігаються на Волинській, Подільській, Придніпровській, Середньоросійській височинах.